# 皇代記
皇代記（こうだいき）は、天皇一代ごとに主要事項を列挙した年代記、またその総称。同名異書・異名類書が多い。

## 概要
一般によく知られている群書類従本（全1巻）は、神代から後円融天皇の康暦2年（1380年）までの記事を収める。おおよそ各天皇ごとに諱・父母を割注し、在位年数と誕生から即位に至る間の略歴を記し、ついでに治世中の元号とその年数を列記して、改元年月日と改元理由を注し、その元号中の事項その他を挙げ、最後に皇子女・后妃を列記し、また首書として災異･仏家･仏事･濫觴などが加えられている。後宇多天皇の代に一応成立し、以後数次に亘る書き継ぎを経たものであり、陽明文庫本（前欠、土御門天皇から後円融天皇まで）はこれと同系統の写本であるという。宮内庁書陵部蔵の鴨脚本（いちょうぼん、全1冊）は、神代から称光天皇まで、および「南帝」として後醍醐・後村上･長慶天皇の記事を収める。天皇紀のみの簡略な記事で、錯誤や誤脱も少なくないが、称号の傍訓や南朝関係記事において貴重な所伝がある。本写本は応永5年（1398年）以前に原撰されたものに称光天皇まで書き継いだ本を、別に成った「南帝」と合わせて書写したもので、古典保存会による複製本がある。
また、春日若宮神主千鳥家本（前欠、全1巻）は、「応徳元年皇代記」「編年残篇」とも呼ばれ、三条天皇の皇族譜から白河天皇までの記事を収める。白河天皇代の末年に成立した本であり、現存最古の年代記としても知られている。内容は天皇紀・皇族譜であるが、後一条天皇条には寛仁元年（1017年）から長元9年（1036年）までの暦記が含まれ、殊に平忠常の乱に関する独自の所伝がある。翻刻が『続々群書類従』に収録される。以上の他、鎌倉末期の『一代要記』を始め、『皇代暦』『皇年代略記』『十三代要略』など、多くの類書が中世に編まれたが、後光厳天皇代に成立した『帝王編年記（歴代編年集成）』は皇代記の集大成とも言うべきものである。
なお、天皇紀を標目とした寺社の年代記を皇代記と呼ぶこともあり、石清水八幡宮や神宮文庫（書陵部蔵藤波本も同系統）の所蔵本がそれである。